# Gaius Calvisius Sabinus (Konsul 39 v. Chr.)
Gaius Calvisius Sabinus (* um 85 v. Chr.; † nach 28 v. Chr.) war ein römischer Politiker und Militär zur Zeit der ausgehenden Republik.

## Leben
Calvisius war ein Legat Gaius Iulius Caesars, der ihn 48 v. Chr. nach Ätolien schickte. 45 v. Chr. verwaltete er Africa, und nachdem er im folgenden Jahr zum Prätor gewählt worden war, fiel das Los der gleichen Provinz angeblich wieder auf ihn. Bevor er sich erneut nach Nordafrika begeben konnte, wurde er an den Iden des März Zeuge von Caesars Ermordung. Nach der Schlacht von Mutina entzog ihm der Senat seine Provinz, um sie Quintus Cornificius zu geben. 

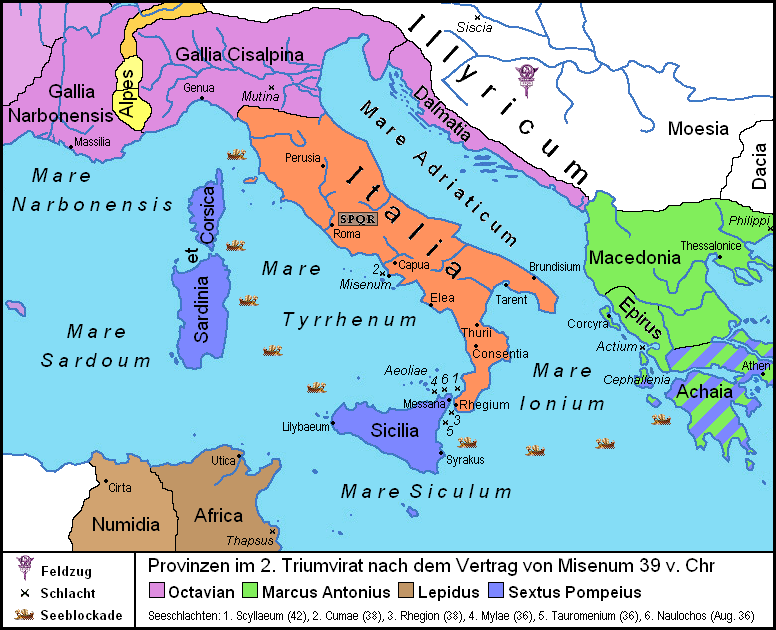
Der Krieg gegen Sextus Pompeius
Senat
Octavian
Marcus Antonius
Lepidus
Sextus Pompeius

Im Jahr 39 v. Chr. wurde Calvisius Konsul, und im folgenden Jahr kommandierte er die Flotte Octavians gegen Sextus Pompeius. Zusammen mit dem Überläufer Menodoros unterlag er 38 v. Chr. in einem Gefecht bei Cumae gegen Menekrates und Demochares, die Admirale des Pompeius. Bei der folgenden Schlacht vor Rhegion rettete er durch sein Erscheinen Octavians ionische Flotte unter Lucius Cornificius vor der völligen Vernichtung. 
Nachdem im Jahr 37 v. Chr. Menodoros erneut zu Sextus Pompeius überlief, wurde Calvisius seines Kommandos enthoben und durch Marcus Vipsanius Agrippa ersetzt. Nach dessen Sieg über Pompeius reinigte Calvisius im Auftrag Octavians Italien von Räuberbanden. Auch stellte er die Via Latina wieder her. Er blieb weiter ein Freund des späteren Augustus und feierte 28 v. Chr. einen Triumph wegen seiner Leistungen in Hispanien.

## Nachfahren
Der gleichnamige Konsul des Jahres 4 v. Chr. war vermutlich sein Sohn. Dessen Sohn wiederum war vermutlich der gleichnamige Konsul 26 n. Chr., der 32 wegen Verletzung der maiestas verklagt wurde und bis 39 n. Chr. als Legat in Pannonien diente, bevor er sich mit seiner lasterhaften Gattin Cornelia das Leben nahm. 